# Ermita de Santa Teodosia
La Ermita de Santa Teodosia es un pequeño edificio religioso situado en el concejo de San Vicente de Arana/Done Bikendi Harana, perteneciente a la provincia de Álava, País Vasco (España).

## Localización
Se sitúa en una loma del terreno, a una altitud de 1100 metros sobre el nivel del mar y a algo menos de tres kilómetros de la localidad de San Vicente de Arana, en el camino entre la Llanada Alavesa y el Valle de Arana. El entorno de Santa Teodosia, formado por pastos y un hayedo, constituye una zona de gran valor natural que forma parte de la Red Natura 2000, dentro de la Zona de Especial Conservación de Encía. Alrededor del templo hay una zona de recreo con mesas y fuente que ofrece espléndidas vistas del valle.

En el exterior, junto a la ermita, crece un fresno catalogado como árbol singular del País Vasco.

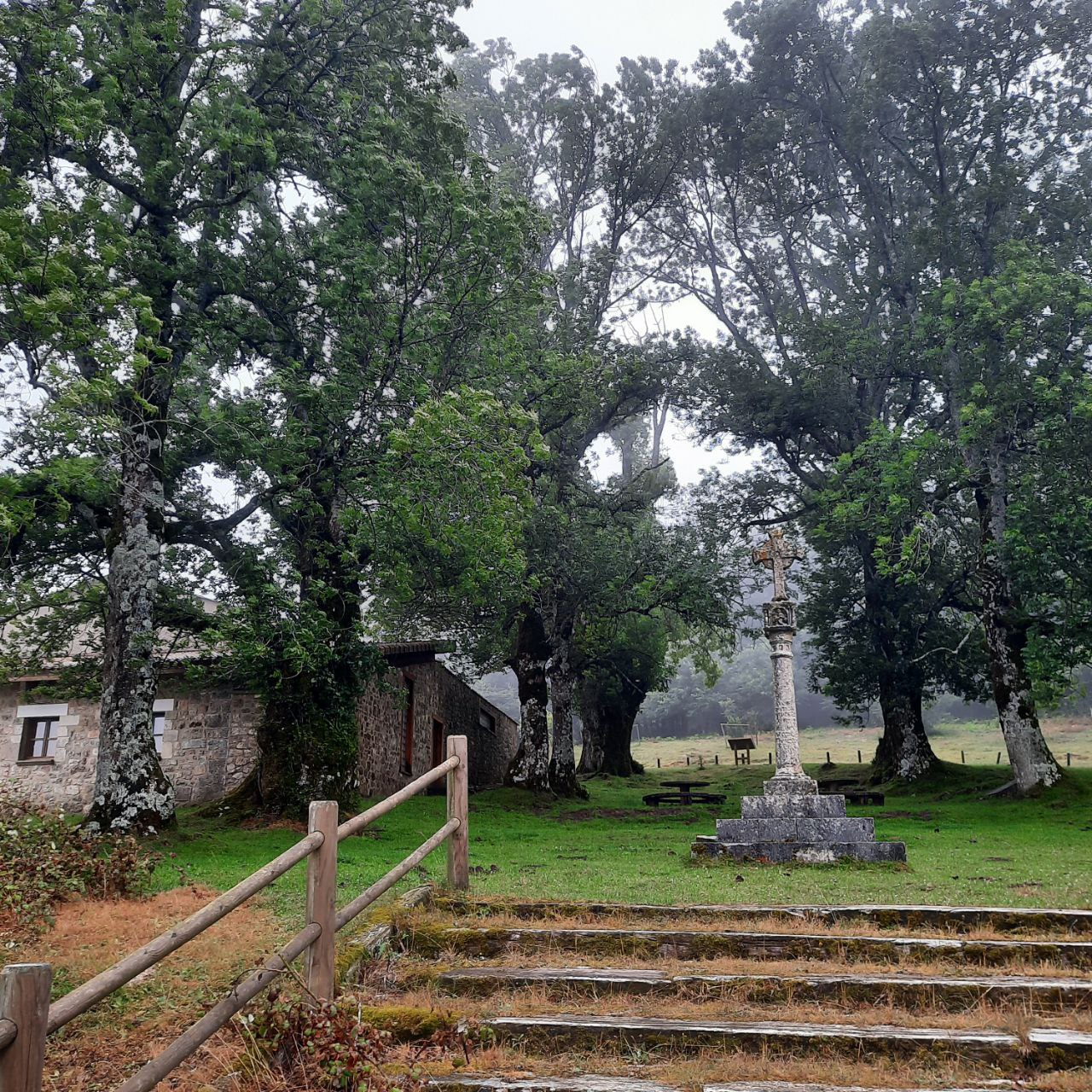
Entorno de la Ermita de Santa Teodosia

## Historia
Aunque el actual edificio de la ermita parece datar de finales del siglo XVI, las referencias más antiguas se remontan al siglo XIV. La ermita fue destruida por un incendio el 9 de mayo de 1697 y posteriormente reconstruida.
La Ermita de Santa Teodosia cuenta desde hace siglos con una cofradía (según los testimonios escritos más antiguos, desde 1685). Se conserva un Libro de Actas de 1685 de la Cofradía en el Archivo Diocesano en el que está escrita la Regla de la Cofradía, con veintiuna ordenanzas. En las actas de los siglos XVIII y XIX se encuentran cofrades del Valle de Arana, de Roiti, Oteo, Sabando y Laminoria. Posteriormente se admitirían de otras muchas localidades.
La romería a Santa Teodosia se celebra dos veces al año, el domingo de Pentecostés (alrededor del 9 de junio) y el tercer domingo de septiembre. La de primavera se dedica a recordar a los familiares que han fallecido y la de fin de verano para agradecer las cosechas recibidas. La romería cuenta con una gran tradición y a ella acuden personas de todos los pueblos de la zona.La actual Cofradía edita la revista Ecos de Santa Teodosia.
El lugar donde se asienta la ermita y sus alrededores son considerados zona de presunción arqueológica. 

## Descripción
La ermita es una construcción sencilla de planta rectangular con tres entradas. La cubierta de la nave es un entramado de madera y el presbiterio se cubre por una cúpula con linterna apeada en pechinas. Sus arcos torales descansan en esquinales con pilares de capiteles moldurados. La cabecera está orientada hacia el norte. Su interior se ilumina a través de una ventana en el muro sur y la linterna de la cúpula. Tiene un coro bajo con balaustrada de madera al que se accede mediante tres escalones. El retablo fue erigido en 1906, año en el que se restauró la ermita. En el centro se ubica, cuando hay celebración, una imagen moderna de Santa Teodosia que sustituyó a la original que fue robada. Los laterales del retablo se adornan con relieves con escenas del juicio y martirio de la santa. En el exterior, la ermita tiene un pórtico apeado en dos columnas toscanas apoyadas en basamentos. En el ángulo hay un púlpito al aire libre con balaustrada de hierro. Encima del pórtico se ubica una espadaña de piedra de un solo arco y una campana.
En la campa que rodea el templo se conserva un crucero de piedra, del siglo XVI, con relieves de los evangelistas.